# Revilla Vallejera
Revilla Vallejera ist ein Ort und eine Gemeinde (municipio) mit 115 Einwohnern (Stand: 2024) in der Provinz Burgos in der nordspanischen Autonomen Region Kastilien-León. Die Gemeinde gehört zur Comarca Odra-Pisuerga. Zur Gemeinde gehört neben dem Hauptort Revilla Vallejera auch die Ortschaft Vizmalo.

## Lage
Revilla Vallejera liegt in der kastilischen Hochebene (meseta) in einer Höhe von etwa 787 Metern ü. d. M. und etwa 55 Kilometer in südwestlicher Entfernung von der Stadt Burgos. Der Río Arlanzón begrenzt die Gemeinde im Süden. Die Autovía A-62 von Burgos nach Palencia führt durch das Gemeindegebiet.

## Bevölkerungsentwicklung
| Jahr      | 1970 | 1981 | 1991 | 2001 | 2011 | 2021 |
| Einwohner | 228  | 144  | 133  | 125  | 137  | 101  |

## Wirtschaft
Die Region ist seit Jahrhunderten wesentlich von der Landwirtschaft geprägt; die Bewohner früherer Zeiten lebten hauptsächlich als Selbstversorger, aber auch Handwerk und Kleinhandel spielten eine Rolle. Ein Schwerpunkt lag auf der Anzucht von Bäumen aller Art, die letztlich in ganz Zentralspanien angepflanzt wurden.

## Sehenswürdigkeiten
- Kirche Unsere Liebe Frau von La Zarza (Iglesia de Nuestra Señora de la Zarza) in Revilla Vallejera
- Einsiedelei Santa Rosalia in Vizmalo

## Söhne und Töchter
- Vicente Rebollo Mozos (* 1964), römisch-katholischer Geistlicher, Bischof von Tarazona